# チョンディー・ブラウン
チョンディー・ドヴェイン・ブラウン・ジュニア（Chaundee Dwaine Brown Jr., 1998年12月4日 - ）は、アメリカ合衆国フロリダ州オーランド出身のプロバスケットボール選手。現在はTPBLの新北キングス所属。ポジションはスモールフォワード。愛称は「CB」。

## 経歴

### カレッジ
高校卒業後、ウェイク・フォレスト大学に進学した。1年生からスターターを務め、1試合平均7.6得点と3リバウンドを記録した。2年生になると、1試合平均11.9得点、4.9リバウンドを残した。4年生になるとゴンザガ大学やイリノイ大学などの転校を考えたがその中でもミシガン大学に転校した。2021年4月10日、ブラウンは代理人を雇い、2021年のNBAドラフトにアーリーエントリーを表明した。

### プロキャリア

#### ロサンゼルス/サウスベイ・レイカーズ
2021年のNBAドラフトでは指名されることはなかったが、NBAサマーリーグでロサンゼルス・レイカーズの一員としてプレーし、2021年8月10日にレイカーズとトレーニングキャンプ契約を交わしたが、終了後に解雇。解雇後の26日に傘下のサウスベイ・レイカーズと契約した。その後、同年11月17日にレイカーズが2ウェイ契約だったセクー・ドゥムブヤを解雇し、ブラウンと新たに2ウェイ契約を交わした。同年12月21日、レイカーズがメイソン・ジョーンズと2ウェイ契約を結んだことにより、入れ替わる形で解雇。その後27日にアトランタ・ホークスに10日間契約で加入した。
2022年9月27日、オースティン・スパーズと契約した。

#### 2023-2024シーズン
2023-2024シーズンはSIGストラスブールとEWEバスケッツ・オルデンブルクでプレーし、ストラスブールではリーグ戦で15試合に出場し、1試合平均21.9分の出場で、7.8得点、2.3リバウンド、フリースロー成功率82.4パーセント、スリーポイント成功率19.0パーセント、BCLでは5試合に出場し、1試合平均21.0分の出場で、8.4得点、2.8リバウンド、フィールドゴール成功率48.1パーセント、スリーポイント成功率46.7パーセント、フリースロー成功率90パーセントという成績を残した。オルデンブルクではリーグ戦で18試合に出場し、1試合平均28.3分の出場で、14.3得点、3.8リバウンド、フィールドゴール成功率53.6パーセント、スリーポイント成功率40.6パーセントという成績を残した。

## 個人成績

### NBA

#### レギュラーシーズン
| シーズン | チーム | GP | GS | MPG  | FG%  | 3P%  | FT%  | RPG | APG | SPG | BPG | PPG |
| -------- | ------ | -- | -- | ---- | ---- | ---- | ---- | --- | --- | --- | --- | --- |
| 2021–22  | LAL    | 2  | 0  | 10.5 | .143 | .000 | –    | 1.0 | .0  | .0  | .0  | 1.0 |
| 2021–22  | ATL    | 3  | 2  | 27.7 | .360 | .400 | .833 | 4.7 | 1.3 | .7  | .0  | 9.7 |
| 通算     | 通算   | 5  | 2  | 20.8 | .313 | .333 | .833 | 3.2 | .8  | .4  | .0  | 6.2 |

### カレッジ
| シーズン | チーム   | GP  | GS | MPG  | FG%  | 3P%  | FT%  | RPG | APG | SPG | BPG | PPG  |
| -------- | -------- | --- | -- | ---- | ---- | ---- | ---- | --- | --- | --- | --- | ---- |
| 2017–18  | WFU      | 30  | 29 | 20.9 | .411 | .342 | .806 | 3.0 | 1.1 | .2  | .2  | 7.6  |
| 2018–19  | WFU      | 31  | 29 | 29.0 | .408 | .323 | .840 | 4.9 | 1.2 | .7  | .2  | 11.9 |
| 2019–20  | WFU      | 23  | 15 | 28.2 | .456 | .322 | .831 | 6.5 | 1.4 | .5  | .1  | 12.1 |
| 2020–21  | ミシガン | 28  | 1  | 20.6 | .488 | .419 | .690 | 3.1 | .6  | .1  | .3  | 8.0  |
| 通算     | 通算     | 112 | 74 | 24.6 | .435 | .352 | .812 | 4.3 | 1.1 | .4  | .2  | 9.8  |